# Anisodes portenta
Anisodes portenta là một loài bướm đêm trong họ Geometridae.